# Kabinett Šķēle II
Das Kabinett Šķēle II war die fünfte Regierung Lettlands nach der Unabhängigkeit 1990. Es amtierte vom 13. Februar 1997 bis zum 7. August 1997.

## Kabinettsmitglieder
| Ressort                                                                                 | Name                                 | Partei                            | Partei    | Amtszeit                            |
| --------------------------------------------------------------------------------------- | ------------------------------------ | --------------------------------- | --------- | ----------------------------------- |
| Ministerpräsident                                                                       | Andris Šķēle                         |                                   | parteilos | 13. Februar 1997 – 7. August 1997   |
| stellvertretender Ministerpräsident                                                     | Juris Kaksītis                       |                                   | DPS       | 13. Februar 1997 – 7. August 1997   |
| stellvertretender Ministerpräsident                                                     | Anatolijs Gorbunovs                  |                                   | LC        | 13. Februar 1997 – 7. August 1997   |
| Minister für Umweltschutz und Regionalentwicklung                                       | Anatolijs Gorbunovs                  | 13. Februar 1997 – 7. August 1997 | LC        |                                     |
| Verteidigungsminister                                                                   | Andrejs Krastiņš                     |                                   | LNNK      | 13. Februar 1997 – 12. Mai 1997     |
| Verteidigungsminister                                                                   | Dzintars Rasnačs (kommissarisch)     |                                   | TB        | 12. Mai 1997 – 5. Juni 1997         |
| Verteidigungsminister                                                                   | Tālavs Jundzis                       |                                   | KDS       | 5. Juni 1997 – 7. August 1997       |
| Außenminister                                                                           | Valdis Birkavs                       |                                   | LC        | 13. Februar 1997 – 7. August 1997   |
| Wirtschaftsminister                                                                     | Guntars Krasts                       |                                   | TB        | 13. Februar 1997 – 7. August 1997   |
| Finanzminister                                                                          | Andris Šķēle (kommissarisch)         |                                   | parteilos | 13. Februar 1997 – 26. Februar 1997 |
| Finanzminister                                                                          | Roberts Zīle                         |                                   | TB        | 27. Februar 1997 – 7. August 1997   |
| Innenminister                                                                           | Dainis Turlais                       |                                   | DPS       | 13. Februar 1997 – 10. Juli 1997    |
| Innenminister                                                                           | Juris Kaksītis (kommissarisch)       |                                   | DPS       | 11. Juli 1997 – 7. August 1997      |
| Minister für Bildung und Wissenschaft                                                   | Juris Celmiņš                        |                                   | DPS       | 13. Februar 1997 – 7. August 1997   |
| Landwirtschaftsminister                                                                 | Roberts Dilba                        |                                   | LVP       | 13. Februar 1997 – 7. August 1997   |
| Verkehrsminister                                                                        | Vilis Krištopans                     |                                   | LC        | 13. Februar 1997 – 25. Juli 1997    |
| Verkehrsminister                                                                        | Roberts Zīle (kommissarisch)         |                                   | TB        | 26. Juli 1997 – 7. August 1997      |
| Sozialminister                                                                          | Vladimirs Makarovs                   |                                   | TB        | 13. Februar 1997 – 7. August 1997   |
| Justizminister                                                                          | Dzintars Rasnačs                     |                                   | TB        | 13. Februar 1997 – 7. August 1997   |
| Kulturminister                                                                          | Rihards Pīks                         |                                   | LZS       | 12. August 1996 – 20. Juni 1997     |
| Kulturminister                                                                          | Aleksandrs Kiršteins (kommissarisch) |                                   | LNNK      | 21. Juni – 7. August 1997           |
| Minister für besondere Angelegenheiten und Europa                                       | Aleksandrs Kiršteins                 |                                   | LNNK      | 13. Februar 1997 – 7. August 1997   |
|                                                                                         |                                      |                                   |           |                                     |
| Staatsminister                                                                          |                                      |                                   |           |                                     |
| Staatsministerin für Staatseinnahmen im Finanzministerium                               | Aija Poča                            |                                   | LC        | 13. Februar 1997 – 7. August 1997   |
| Staatsminister für Gesundheit im Sozialministerium                                      | Juris Viņķelis                       |                                   | TB        | 13. Februar 1997 – 25. Juni 1997    |
| Staatsminister für Umwelt im Ministerium für Umwelt und Regionalentwicklung             | Indulis Emsis                        |                                   | LZP       | 13. Februar 1997 – 7. August 1997   |
| Staatsminister für Kommunalverwaltung im Ministerium für Umwelt und Regionalentwicklung | Ēriks Zunda                          |                                   | DPS       | 13. Februar 1997 – 7. August 1997   |

## Parteien
|  | Partei                                             |
|  | -------------------------------------------------- |
|  | Demokratische Partei Saimnieks (DPS)               |
|  | Christlich-demokratische Union (KDS)               |
|  | Lettlands Weg (LC)                                 |
|  | Lettische Nationale Unabhängigkeitsbewegung (LNNK) |
|  | Partei der Einheit Lettlands (LVP)                 |
|  | Grüne Partei Lettlands (LZP)                       |
|  | Lettischer Bauernverband (LZS)                     |
|  | Für Vaterland und Freiheit (TB)                    |